# Rudneva (inslagkrater)
Rudneva is een inslagkrater op de planeet Venus. Rudneva werd in 1985 genoemd naar de Russische dokteres Varvara Roedneva (1842–1899).
De krater heeft een diameter van 29,8 kilometer en bevindt zich in het quadrangle Snegurochka Planitia (V-1).